# 橋詰せみ郎
橋詰 せみ郞（はしづめ せみろう、1871年8月19日 - 1934年6月30日）は、兵庫県尼崎市出身のジャーナリストで幼児教育者、俳人。本名は橋詰良一。没落士族の長男として生まれ、弟が一人いる。別名、蟪蛄(セミのこと)。

## 概略
西宮の鶯鳩塾、大阪の関西学館に学び、1895年(明治28年)、24歳で神戸師範学校卒。その後、ほゞ 10年間の教職、1905年(明治38年)、教職を離れて1年間神戸税関の嘱託を勤めたあと、1906年(明治39年)、35歳で大阪市教育会主事となる。主に会誌の編集に従事する。これは大阪毎日新聞社社長の本山彦一が、大阪市教育会理事長に推挙されたのに伴う抜擢である。同年、本山による抜擢で、大阪毎日新聞社に教育記者として入社、通信部(教育担当)に配属される。「学生見学船」や家庭内に閉じ込められがちだった婦人たちに、広く社会見学をさせる「婦人社会見学団」を始める。これは10数年続く。他に、宝塚少女歌劇団の脚本「歌がるた」（1917年、大正6年）、「石童丸」（1918年、大正7年）を手掛ける。それはやがて『宝塚の歌劇少女』（1922年、大正12年）という、写真入りの小冊子となって出版された。などの次々と新しい事業を計画し成功させる。
これとは別に、1924年(大正13年)、橋詰は、「姉様学校」という女性団体を設立している。これは難しい学問を習う学校ではなく、女学校を卒業した25歳以下の未婚女性を中心としたアットホームな団体であった。「姉様学校」の目的は、子どもと同様、女性を家の桎梏から解放し、社会に放つことでその能力を解放させ、1921年(大正10年)、神戸からヨーロッパ教育視察の旅に出て、シンガポールで罹患、帰国。1922年(大正12年)、本山彦一の賛同を得て家なき幼稚園を池田市室町に設立。1925年(大正14年)までに、宝塚、十三家、箕面、大阪、雲雀、千里の家なき幼稚園全7園が開園する。大阪毎日新聞社は、1926年(大正15年)に定年になり、知的、道徳的な女性を育てることであった。機関誌として「愛と美」が刊行された。事業部の相談役に就任。退職後は、高尾亮雄、尾関岩二と共に発議し、1917年(昭和2年)「童心茶話会」を発足させ、関西の児童文化関係者のサロン的団体とする。1932年(昭和7年)には「全國私立幼児教育団体連盟」の設立を呼びかけ、これは同年11月に発足。1933年(昭和8年)には、保母養成のため大阪自然保母学校を設立。1932年12月30日に、家なき幼稚園の顧問であった本山彦一が死去、橋詰せみ郎は翌年1934年(昭和9年)6月30日、62歳で病没した。

## 俳人として
中、小学校教師時代の教え子で俳弟子の龜田小蛄を擁して、俳誌「糸瓜」を創刊、編集に当った。

## 著作
- 服部良一著・小畠賢八郎, 土岐達 曲「大阪府管内地理歴史教育唱歌」中井書店　1900年(明治33年9月)
- 橋詰良一「家なき幼稚園の主張と實際」東洋図書  昭和3年
- 橋詰良一「家なき幼稚園の主張と實際」日本らいぶらり 1978年(昭和53年3月)  日本らいぶらり　復刻版
- 内田 青蔵、橋詰せみ郎、橋詰 良一「近代日本生活文化基本文献集」(家事科学展覧会:「新家庭」臨時増刊 生活改造資料、ひと・もの・住まい)日本図書センター　2011年